# حديد في أعمدة خرسانية
يعتبر الحديد    أهم المعادن وهو من الدرجة الأولى في البناء الخرساني لذا فإن معرفة نسبه وأصنافه مهمة في البناء الخرساني.

## خواص الحديد
الحديد معدن لامع فضي أبيض اللون، وتتراوح صلادته بين (4) إلى (5) بمقياس موس، وهو معدن ناعم الملمس قابل للسحب والطرق. ويتمغنط بسهولة في درجات الحرارة العادية، بينما تصعب عملية المغنطة عندما يسخن الحديد، وعند درجة حرارة (790) درجة مئوية، تختفي خاصية المغنطة. والحديد من العناصر المعدنية الانتقالية التي تقع في المجموعة (من الجدول الدوري، ورقمه الذري (26)، ووزنه الذري (55.847)، ويبلغ وزنه النوعي (7.86). وينصهر الحديد عند درجة حرارة (1535) مئوية، ويغلي عند درجة حرارة (2750)ْ مئوية.

## خصائص الحديد
يوجد الحديد حرا في الطبيعة، أي غير متحد بعناصر أخرى ما خلا بعض الشوائب، إلا أن نسبته ضئيلة جدا ولكن مركباته واسعة الانتشار في التربة والصخور بنسب متفاوتة، وأهم خاماته التي تصلح للتعدين والحصول على الحديد هي أكسيد الحديد المغناطيسي ويطلق عليه أحيانا اسم أكسيد الحديد الأسود. ومن خاماته الرئيسية الأخرى حجر الدم وهو أكسيد الحديديك، والليمونيت وهو أوكسيد الحديديك المائي الذي يحتوي على ماء التبلور، والسدريت وهو كربونات الحديدوز وتحتوي أغلب خامات الحديد على شوائب من مركبات وعناصر غيره، كالرمل أو ثاني أكسيد السليكلون، والفوسفور، والمنجنيز.
ومن الناحية الكيميائية، فإن الحديد معدن نشط، وهو يتحد مع الهالوجين  والكبريت  والفوسفور والكربون والسليكون، كما أنه يزيح الهيدروجين من كل الأحماض المخففة. ويحترق الحديد في الأكسجين مكونا أكسيد فيروسوفريك. وعندما يتعرض الحديد للهواء الرطب، فإنه يصدأ ويكون أكسيدا حديديا رقيقا يتراوح لونه بين البني والأحمر (الصدأ). ويعتبر تكون الصدأ ظاهرة كهربائية كيميائية حيث تتحد الشوائب الموجودة في الحديد اتحادا كهربيا مع معدن الحديد. ومما يزيد من سرعة التفاعل الماء والمواد المذابة المتحللة كهربائيا مثل الملح. وأثناء هذه العملية، يتحلل معدن الحديد ويتفاعل مع الأكسجين في الهواء مكونا الصدأ. ويستمر التفاعل أسرع في المواضع التي يتراكم فيها الصدأ ويصبح سطح المعدن كما لو كان به حفر. وعندما يغمس الحديد في حمض النتريك المركز، فإنه يكون طبقة من الأكسيد تجع له سالبا بمعنى أنه لا يتفاعل كيميائيا مع الأحماض أو المواد الأخرى. ويتم التخلص من طبقة الأكسيد الواقية من خلال الطرق والضرب على المعدن الذي يصبح نشطا مرة أخرى. والخامات التي تصلح للتعدين تحتوي عادة على نسبة لا تقل عن (50%) من الحديد، وقد تصل نسبة الحديد في بعض خاماته إلى (65%) كما هو الحال في خاماته الموجودة في القارة الإفريقية.
1. يتم توريد حديد التسليح بعد اعتماد المهندس المشرف وذلك بعد إجراء اختبارات شد للحديد في مختبر معتمد ويقوم المقاول بعمل اللازم لتأمين سلامة تشوين الحديد في الموقع.
2. يقوم المقاول بدراسة قضبان التسليح الموضحة في المخططات في جميع أجزاء البناء وينسق معها كافة الفتحات التي يمكن أن توجد على الخرسانة ويقدم الرسومات التوضيحية لها إن لم توجد ويكون مسئولاً عن سلامة ترتيبها.
3. تركب قضبان التسليح وتوضع فوق كراسي مصنوعة خصيصاً لذلك من الخرسانة وتتباعد عن بعضها بنفس الأبعاد والمواصفات المذكورة في الرسومات التنفيذية للخرسانة ويتم ربط قضبان التسليح الرئيسي بواسطة أسلاك التربيط المغلفن وتحفظ في أماكنها بواسطة مباعدات وكراسي ووسائل أخرى متفق عليها. بحيث لا يقل الفراغ بين قضبان الحديد عن 2.5سم أو قطر القضيب أيهما أكبر. ولا يقل الفراغ الرأسي بين قضبان الحديد عن 2.5سم أو 3/4 قطر القضيب أيهما أكبر. وقبل أن يوضع حديد التسليح في مكانه، يجب أن يكون منظفاً من الصدأ ومن الشوائب الأخرى، وكل ما يقلل قوة الربط بين الخرسانة وحديد التسليح وفي حالة تأخر الصب بعد وضع حديد التسليح يجب أن تدقق أوضاعها ويعاد تنظيفها.
4. يجب تشكيل حددي التسليح قبل التركيب ولا يسمح بثني وكسح الحديد بعد التركيب.
5. لا يسمح باستعمال التسخين لثني قضبان التسليح ولا يسمح أيضاً بوجود أية قضبان لا توجد في التصميم أصلاً إلا بتعليمات من المهندس المشرف.
6. سماكة طبقة التغطية لأي قضيب حديدي لا تقل عن 2.5سم في البلاطات و3سم في الجسور والأعمدة، و5 سم في الأساسات والجدران الاستنادية.
7. لا يقل طول الوصل في الأعمدة ومناطق الضغط عن (45) مرة قطر القضبان الموصولة، ولا يقل طول الوصل في مناطق الشد عن (60) مرة قطر القضبان الموصولة ولا يسمح بعمل وصلات لأكثر من ثلث الحديد المشدود في مقطع واحد ولا تقل المسافة بين مركزي وصلتين متجاورتين بنفس الجسر عن (60) مرة قطر القضبان الموصولة ويجب أخذ موافقة المهندس عند تعديل أطوال التسليح وخصوصاً الكمرات الطويلة.
8. يتوجب اختبار جميع إرساليات قضبان الصلب.
9. .وتقسم كل إرسالية إلى مجموعات متجانسة من حيث الصنف والقطر بحيث تؤخذ عينة واحدة لكل قطر مختلف، والعينة تحتوي على ثلاث قطع.
10. تؤخذ العينات من القضبان أو الأسلاك الطويلة والعرضية للشبك وبطول كاف لإجراء اختبار الشد والقص والثني وبمعدل لا يقل عن عينة لكل (25) طن من الشبك أو جزء منه.
11. جميع الحديد المستعمل في الخرسانة باستثناء الكانات من النوع المبزر ويكون إجهاد الخضوع للحديد 4200كغم/سم2. أما حديد الكانات فيكون من النوع الأملس وإجهاد خضوعه 2800كغم/سم2.
12. على المقاول توريد مواد التسليح إلى الموقع بالأنواع والأطوال والأقطار ودرجات القووة المطلوبة لضمان حسن تنفيذ أعمال التسليح وبأقل عمليات وصل (Splicing) ممكنة.
13. إذا لم تشمل المخططات بشكل مفصل وواضح على جداول تفصيلية لقص قضبان الحديد وثنيها، يجب على المقاول عندئذ، وقبل المباشرة بأعمال التسليح إعداد تلك الجداول وتقديمها للمهندس للموافقة عليها ومع العلم أن تلك الموافقة لا تعفي المقاول من تحمل المسئولية كاملة.
14. يمنع استعمال حديد التسليح الملتوي وإن أمكن تعديله أو طرقه.
15. لا يسمح بوصل ما يزيد عن (25) بالمائة من القضبان المطلوبة عند أي مقطع. ويراعى ألا تعيق الوصلات صب الخرسانة.
16. تكون جميع القضبان والأسلاك قادرة على أن تتحمل الثني بزاوية مقدارها (180) درجة حول بكرة قطرها ثلاثة أضعاف قطر القضيب أو السلك دون حدوث أي تشقق أو تمزق لتلك القضبان أو الأسلاك. يجب أن تتحمل الأسلاك المشوهة إعادة الثني من خلال بكرة يعادل قطرها (4) مرات قطر السلك وبدون أي تشققات.

## تقوية وترميم الأعمدة الخرسانية
يتم تقويه الأعمدة في الأحوال التالية:
1. الرغبة في زيادة تحمل العمود سواء لزياده عدد الادوار أو بسبب وجود خطا في التصميم.
2. مقاومة الانضغاط لخرسانة العمود أو نسبة ونوعية حديد التسليح اقل من المنصوص عليه في المواصفات القياسية.
3. وجود ميل في الأعمدة أكثر من المسموح به في المواصفات القياسية.
4. يتم ترميم الأعمدة في الأحوال التالية.
5. وجود شروخ مؤثره في العمود.
6. وجود صدأ في حديد التسليح وتطبيل في الغطاء الخرسانى.
7. وجود تعشيش مؤثر في خرسانة العمود.

## تقويه الأعمدة الخرسانية
يتم تقويه الأعمدة في الأحوال المذكورة سابقا بعمل قميص خرسانى وتعتمد أبعاد القميص الخرسانى واقطار وعدد اسياخ حديد التسليح على المتطلبات التي ادت إلى ضروره عمل القميص ويتم عمل قمصان الأعمدة في حاله وجود شروخ بسطح الخرسانة أو تطبيل في الغطاء الخرسانى أو صدأ في حديد التسليح طبقا للخطوات التالية:
1. تزال طبقات البياض وينظف السطح الخرسانى جيدا.
2. يتم زنبره جميع الاسطح بطريقه لاتؤثر على سلامه العمود.
3. تزرع اشاير لربط الكانات المستجده للقميص في الاتجاهين على مسافات 25-50سم وتزرع الاشاير عن طريق عمل ثقوب في سطح العمود بقطر يزيد بمقدار 2مم عن قطر الاشاير أي في حدود 10-12مم وبعمق كاف لتثبيت الاشاير أي في حدود من 5 إلى 7 مرات قطر الاشاير.
4. تنظف الثقوب جيدا بالهواء المضغوط وتملاء بماده ايبوكسيه رابطه وتزرع الإشارة ويراعى ان تكون الإشارة بطول كافى لربطها مع الكانات المستجده للقميص برباط سلك.
5. تزرع اشاير في القواعد الخرسانيه المسلحة والكمرات للحديد الرأسى بنفس العدد والقطر المستعمل في حديد التسليح الرأسى للقميص وبطول رباط لا يقل عن 50 مره قطر الإشارة 0 وتزرع هذه الاشاير عن طريق عمل ثقوب في القواعد الخرسانيه المسلحة أو في الكمرات طبقا للحاله ويكون قطر الثقوب أكبر من قطر الإشارة بمقدار 2-4مم وعمقها في حدود5 إلى 7مرات قطر الإشارة تنظف الثقوب بالهواء المضغوط وتملاء بماده ايبوكسيه رابطه وتزرع الإشارة.
6. يتم تركيب الحديد الرأسى ثم الكانات طبقا لتصميم قميص العمود.
7. يتم دهان سطح العمود بماده لربط الخرسانة المستجده بالخرسانة القديمة ويراعى ان يتم الدهان في خلال ساعه قبل صب خرسانة القميص.
8. يصب القميص من خرسانة غير منكمشه تتكون من الركام الرفيع (الفينو) والرمل والاسمنت بنسبه لاتقل عن 400كجم/م3 والاضافات المانعه للانكماش.
9. يتم صب خرسانة القميص اما عن طريق مدفع الخرسانة (shotcrete) أو عن طريق الشدات العادية بعمل فتحات في الشده وفي بلاطه السقف ويصب القميص على مراحل.

## ترميم الأعمدة نتيجة وجود صدأ غير مؤثر في حديد التسليح
في حاله تطبيل الغطاء الخرسانى وانفصاله ووجود شروخ به كنتيجه لصدأ حديد التسليح بدرجه غير مؤثره حيث لا يكون هناك حاجه ماسه لزياده الابعاد الخرسانيه للعمود أو زياده حديد التسليح يتبع الخطوات التالية:
1. تعمل احزمه كل 50-75سم بكامل طول العمود عن طريق ازاله الغطاء الخرسانى بعرض 5سم في أماكن الاحزمه وينظف حديد التسليح جيدا من الصدأ ودهانه بماده مانعه للصدأ ثم تحزيم العمود في أماكن الاحزمه بكانات2 فاى 10مم.
2. يتم تقفيل الاحزمه على سطح العمود باستعمال الزرجينه وفي حاله الأعمدة ذات القطاعات الكبيرة يمكن تثبيت الاحزمه في العمود عن طريق اشاير تزرع في سطح العمود
3. تملاء أماكن الاحزمه بمونه قويه مثل المونة الاسمنتيه البوليمريه المسلحة بالالياف أو المونة الايبوكسيه
4. يزال الغطاء الخرسانى في الأماكن بين الاحزمه
5. يتم تنظيف حديد التسليح من الصدأ باستعمال فرشاه سلك مركبه على شنيور أو بمسدس الرمل
6. يدهن الحديد بماده مانعه للصدأ
7. يتم طرطشه الاسطح بمونه قويه مثل المونة الاسمنتيه البولمريه
8. يتم عمل الغطاء الخرسانى من خرسانة خاصه تتكون من الركام الرفيع الذي لا يزيد الحجم الأقصى لحبيباته عن 5مم والرمل والاسمنت بنسب عاليه لاتقل عن 400كجم/م3 واضافات لتحسين تشغيل الخرسانة
9. في بعض الأحوال يتم عمل الغطاء الخرسانى من المونة الاسمنتيه البولمريه أو المونة الاسمنتيه المسلحة بالياف الفيبرجلاس أو المونة الايبوكسيه وذلك طبقا للمتطلبات الانشائيه

## ترميم الأعمدة عن طريق علاج صدأ الحديد وعمل قمصان خرسانية
تتحدد الحاجة إلى ترميم الأعمدة عن طريق عمل قمصان خرسانيه وكذلك يتحدد ابعاد القمصان وتسليحها طبقا للمتطلبات الانشائيه ويتم عمل قمصان الأعمدة في الأحوال التالية -زياده تحمل الأعمدة -وجود شروخ مؤثره بالاعمده -وجود صدأ في حديد التسليح بنسب عاليه ويتم عمل قمصان الأعمدة في حاله الرغبة في زياده تحملها باتباع الخطوات الموضحه في بند (ثانيا أ) أي تقويه الأعمدة الخرسانيه 0 اما في حاله وجود شروخ مؤثره نافذه فتعالج الشروخ اولا كما هو موضح في بند(اولا)أي معالجه الشروخ0 ثم يتم عمل القميص طبقا للخطوات في بند(ثانيا أ) 0 اما في حاله وجود صدأ في التسليح بنسب عاليه فيتبع الخطوات التالية:
1. تعمل احزمه كل 50-75سم بكامل طول العمود وعن طريق ازاله الغطاء الخرسانى بعرض 5سم في أماكن الاحزمه وتنظيف حديد التسليح جيدا من الصدأ ودهانه بماده مزيله للصدأ ثم بماده مانعه للصدأ ثم يتم تحزيم العمود في أماكن الاحزمه بكانات 2 فاى (قطر) 8-10مم يتم تقفيل الاحزمه على سطح العمود باستعمال الزرجينه وفي حاله الأعمدة ذات القطاعات الكبيرة يمكن تثبيت كانات الاحزمه في العمود عن طريق اشاير تزرع في سطح العمود .
2. تملأ أماكن الاحزمه بمونه قويه قليله الانكماش .
3. يزال الغطاء الخرسانى في الأماكن بين الاحزمه.
4. ينظف حديد التسليح جيدا من الصدأ.
5. يدهن حديد التسليح بماده مانعه للصدأ
6. تزرع اشاير لربط الكانات المستجده للقميص في الاتجاهين على مسافات 25-50سم وتزرع اشاير الكانات باستعمال المونة الايبوكسيه كما هو موضح في بند (ثانيا أ)
7. تزرع اشاير للحديد الرأسى بنفس العدد والقطر والمستعمل في حديد التسليح الرأسى للعمود ويتم العمل طبقا للخطوات الموضحه في بند(أ) .
8. يتم تركيب الحديد الرأسى ثم الكانات.
9. يتم دهان سطح العمود بماده لربط الخرسانة القديمة بالجديدهة.
10. يتم صب القميص من خرسانة غير منكمشه تتكون من الركام الرفيع (الفينو) والرمل والاسمنت بنسبه لا تقل عن 400كجم/م3 واستخدام الاضافات المانعه للانكماش .
11. يتم صب خرسانة القميص اما عن طريق الشدات الخشبيه أو عن طريق مدفع الخرسانة.

## القمصان الحديدية للأعمدة
تستعمل القمصان الحديدية في حالة وجود الحاجة إلى ترميم العمود وزيادة تحمله بدون زيادة الأبعاد الخرسانيه وتتبع الخطوات التالية:
1. تعمل احزمه للعمود كل من 50-75سم كما هو موضح في بند(ثانيا ب)
2. تملأ أماكن الاحزمه بمونه قليله الانكماش
3. يزال الغطاء الخرسانة في الأماكن بين الأعمدة
4. ينظف حديد التسليح من الصدأ
5. يدهن حديد التسليح بماده مانعه للصدأ
6. يركب القميص الحديدى بالابعاد والاسماك المطلوبة في التصميم الانشائى ويمكن ان يكون القميص من الواح من الصلب تغطى كامل سطح العمود أو من قطاعات صلب الإنشاء مثل الخوص أو الزوايا أو غيرها
7. تملأ الفراغات بين القميص والعمود الخرسانة باستعمال مونه ايبوكسيه لاصقه وفي حاله القمصان المغلقهالتي تتكون من الواح من الصلب يترك فتحات في جوانب القمصان لصب المونة اللاصقه على ان يبدا الصب من اسفل إلى أعلى
8. في حاله استعمال قمصان من قطاعات مختلفه من الصلب الانشائى تملأ الفراغات بين هذه القطاعات والعمود بمونه لاصقه ويكمل باقى الغطاء الخرسانى في الأماكن المكشوف بنفس المونة.